# Ismail Isa
Ismail Isa Mustafa (bulgară Исмаил Иса Мустафа; n. 26 iunie 1989, Tărgoviște, Tărgoviște, Bulgaria) este un fotbalist bulgar de origini turce care în prezent evoluează la echipa Vereya.
În Republica Moldova a jucat la Sheriff Tiraspol.

## Viața personală
Tatăl său e descendent turc, rezident în Bulgaria.

## Statistici carieră
La 19 decembrie 2012.
| Club                          | Sezon   | Campionat | Campionat | Cupă    | Cupă   | Europa  | Europa | Total   | Total  |
| Club                          | Sezon   | Meciuri   | Goluri    | Meciuri | Goluri | Meciuri | Goluri | Meciuri | Goluri |
| ----------------------------- | ------- | --------- | --------- | ------- | ------ | ------- | ------ | ------- | ------ |
| Levski Sofia                  | 2007–08 | 3         | 0         | 0       | 0      | 0       | 0      | 3       | 0      |
| Sliven 2000 (loan)            | 2008–09 | 17        | 1         | 2       | 0      | 0       | 0      | 19      | 1      |
| Levski Sofia                  | 2009–10 | 0         | 0         | 0       | 0      | 2       | 0      | 0       | 0      |
| Lokomotiv Mezdra (loan)       | 2009–10 | 25        | 10        | 1       | 0      | 0       | 0      | 26      | 10     |
| Levski Sofia                  | 2010–11 | 19        | 3         | 2       | 0      | 6       | 4      | 27      | 7      |
| Kardemir Karabükspor          | 2011–12 | 3         | 0         | 0       | 0      | 0       | 0      | 3       | 0      |
| Sanica Boru Elazığspor (loan) | 2012    | 6         | 2         | 0       | 0      | 0       | 0      | 6       | 2      |
| Litex Lovech                  | 2012–13 | 16        | 9         | 4       | 3      | 0       | 0      | 20      | 13     |
| Total                         |         | 84        | 23        | 9       | 3      | 8       | 4      | 101     | 30     |